# Monolog interior
Monologul interior se referă la un monolog mental realizat de vocea interioară a unei persoane în stare de conștiență. El reflectă atât convingeri conștiente, cât și inconștiente. Monologul interior influențează modul în care o persoană reacționează față de o anumită situație - cum se simte și ce face -, fiind considerat un proces cognitiv. Monologul interior poate fi pozitiv, neutru sau negativ.

## Monologul interior pozitiv
Monologul interior pozitiv (cunoscut, de asemenea, sub numele de monolog interior util) implică observarea situației reale, a convingerilor imperative și a prejudecăților care pot conduce la monolog interior negativ. Monologul pozitiv nu creează iluzii, deoarece implică doar gânduri care sunt bazate pe realitate.
Monologul constatativ este o formă particulară de monolog pozitiv, care ajută la îmbunătățirea performanței. Este mult mai eficient decât monologul pozitiv generic și îmbunătățește implicarea într-o activitate. El are trei componente:
1. Recunoaște emoția pe care o simte persoana.
2. Oferă o anumită siguranță.
3. Nu este rostit la persoana întâi.

Un exemplu de monolog constativ este: „John, ești neliniștit cu privire la prezentarea publică a lucrării. Majoritatea studenților simt aceeași senzație. Te vei descurca.”
Monologul constatativ este o strategie utilă de combatere a neliniștii.
Monologul instructiv își axează atenția pe componentele unei sarcini și poate îmbunătăți performanța efectuării activităților în curs de învățare, dar, cu toate acestea, poate fi dăunător pentru persoanele care cunosc foarte bine ce au de făcut.

## Monolog interior negativ
Monologul interior negativ (cunoscut, de asemenea, sub numele de monolog interior nefolositor) se referă la un dialog interior critic. El se bazează pe convingerile despre noi înșine care se formează în timpul copilăriei prin interacțiunile cu celelalte persoane, în special cu părinții. Aceste convingeri creează o lentilă prin care este văzut prezentul. Exemple de astfel de convingeri care pot determina gândirea negativă sunt: „nu sunt bun de nimic”, „sunt un ratat”, „nu mă iubește nimeni”.

## Rol în sănătatea mintală
Monologul interior negativ contribuie la apariția tulburărilor psihologice.
Terapia cognitivă își propune să îmbunătățească funcționarea monologului interior, ajutând oamenii să identifice și să schimbe gândurile negative. Aceasta implică identificarea credințelor care stau la baza percepției individuale asupra lumii. Reamintindu-ți să nu-ți spui niciodată nimic ce nu vei spune unui prieten este o strategie bună pentru a dezvolta gândirea pozitivă.
Provocarea gândurilor nefolositoare sau negative poate include întrebări care:
1. acționează ca o verificare a realității
2. caută explicații alternative
3. pun lucrurile în perspectivă
4. sunt orientate către scop.[20]

## În literatură
În critica literară există un termen similar, monologul interior. El este folosit, uneori, ca sinonim pentru fluxul conștiinței: un mod sau o metodă narativă care încearcă să descrie multitudinea de gânduri și sentimente care-i trec cuiva prin minte. Cu toate acestea, Oxford Dictionary of Literary Terms sugerează că „termenii pot fi, de asemenea, deosebiți în domeniile psihologic și literar. Într-un sens psihologic, fluxul conștiinței este obiectul, în timp ce monologul interior este tehnica de prezentare a acestuia”, iar în literatură „în timp ce un monolog interior prezintă mereu în mod direct gândurile personajului, fără intervenția aparentă a unui narator care să le selecteze și să le rezume, nu le amestecă neapărat cu impresii și percepții și nu încalcă neapărat normele gramaticii sau logicii, dar fluxul conștiinței face și unul sau ambele lucruri”.